# Державний кордон Уганди

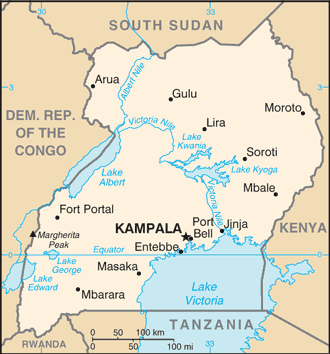
Карта Уганди

Державний кордон Уганди — державний кордон, лінія на поверхні Землі та вертикальна поверхня, що проходить по цій лінії, що визначають межі державного суверенітету Уганди над власними територією, водами, природними ресурсами в них і повітряним простором над ними. 

## Сухопутний кордон
Загальна довжина кордону — 2729 км. Уганда межує з 5 державами. Уся територія країни суцільна, тобто анклавів чи ексклавів не існує. 
Ділянки державного кордону
| Держава         | Ділянка         | Довжина (км) | Прикордонні регіони | Примітки |
| --------------- | --------------- | ------------ | ------------------- | -------- |
| ДР Конго        | захід           | 877          |                     |          |
| Кенія           | схід            | 814          |                     |          |
| Руанда          | південний захід | 172          |                     |          |
| Південний Судан | північ          | 475          |                     |          |
| Танзанія        | південь         | 391          |                     |          |

Країна не має виходу до вод Світового океану.